# Родионовский сельсовет (Амурская область)
Родио́новский сельсове́т — упразднённое муниципальное образование со статусом сельского поселения в Бурейском районе Амурской области.
Административный центр — село Родионовка.

## История
11 ноября 2005 года в соответствии с Законом Амурской области № 92-ОЗ муниципальное образование наделено статусом сельского поселения.
Упразднён в январе 2021 года в связи с преобразованием муниципального района в муниципальный округ.

## Население
| 2002 | 2010 | 2011 | 2012 | 2013 | 2014 | 2015 |
| ---- | ---- | ---- | ---- | ---- | ---- | ---- |
| 745  | ↘524 | ↘523 | ↘499 | ↘465 | ↘433 | ↘407 |
| 2016 | 2017 | 2018 |      |      |      |      |
| →407 | ↘395 | ↘373 |      |      |      |      |

## Состав сельского поселения
| № | Населённый пункт | Тип населённого пункта       | Население |
| - | ---------------- | ---------------------------- | --------- |
| 1 | Родионовка       | село, административный центр | ↘249      |
| 2 | Семёновка        | село                         | ↘92       |
| 3 | Трёхречье        | село                         | ↘32       |

### Упразднённые населённые пункты
- Бахирево — упразднённое в 2004 году село[15].
- Киселёво — упразднённое в 1984 году село[16].